# Girl Flu.
Girl Flu. è un film del 2016 scritto e diretto da Dorie Barton, con Jade Pettyjohn, Katee Sackhoff, Jeremy Sisto e Judy Reyes.

## Trama
La dodicenne Robin, da tutti soprannominata affettuosamente Bird, si è trasferita da poco da Reseda, nella valle di San Fernando, insieme all'impulsiva madre Jenny, refrattaria ai suoi doveri di genitore e mai realmente cresciuta di mentalità.
In quello che la ragazzina reputa essere il periodo peggiore della sua vita, si trova alle prese con il suo primo ciclo, che diventa causa di sbeffeggiamenti e prese in giro da parte dei nuovi compagni di scuola (in particolare la bulletta Rachel) quando le si macchiano i pantaloni bianchi e lo notano tutti.
Bird cerca l'aiuto e l'appoggio della madre, ma questa non è in grado di occuparsi della faccenda, per cui le due si rivolgono a Lilli e Celeste, le migliori amiche di Jenny e coppia omosessuale. Lilli spiega a Bird come usare gli assorbenti, mentre Celeste organizza una festicciola fra donne con tanto di simbolico rito floreale di passaggio, in modo da far capire a Bird che la comparsa del ciclo mestruale è assolutamente normale e fa parte della vita di qualunque donna.
Bird tuttavia non si sente comunque a suo agio e cerca di gestire la cosa a modo suo: tenta di instaurare un rapporto di amicizia (e forse anche qualcosa di più) con Carlos, skater suo coetaneo e compagno di scuola, prova a fingersi più matura di fronte alle sue compagne fingendo di essere fidanzata con il chitarrista quarantenne Arlo (che in realtà è fidanzato con Jenny) e cerca di dialogare con la madre, che però pensa solo a divertirsi.
Nella confusione generata dal caotico rapporto madre/figlia, Jenny viene rimbeccata da Arlo, che cerca di farle capire che deve assumersi i suoi doveri di madre e di fidanzata, se vuole avere una relazione stabile. Jenny di tutta risposta se ne va, per poi finire a rimorchiare uno sconosciuto in un locale, senza tuttavia consumare alcun rapporto sessuale, in quanto troppo ubriaca. Lilli la rimprovera duramente per tutta la situazione.
Il giorno seguente Bird si reca al supermercato per comprare degli assorbenti, ma si accorge di essere seguita da Rachel e di non avere i soldi, per cui, presa dall'ansia, scappa senza pagare gli assorbenti, venendo poi fermata da un poliziotto chiamato dai commessi del supermercato.
Jenny viene dunque chiamata per andare a riprendere Bird, ma una volta tornata a casa trova Arlo ad aspettarla: la sera prima infatti, dopo il litigio, Arlo era andato a trovare Jenny prima al lavoro e poi a casa, ma non l'aveva trovata in quanto lei era al locale. Capisce quindi che Jenny ha mentito quando aveva detto di essere tornata a casa dopo il litigio fra loro due.
Nella discussione, Bird rivela ad Arlo che Jenny si è vista con uno sconosciuto: Arlo decide quindi di andarsene. Infuriata con Bird, Jenny decide di portarla dai vigili del fuoco, al centro per bambini abbandonati, lasciandola lì. La ragazzina, sentendosi persa, scappa dal centro e sale sul primo taxi che trova, tornando a Reseda, la sua vecchia città.
Nel frattempo Jenny ha un ripensamento e torna a prendere Bird, ma scopre che è scappata, quindi contatta Arlo scusandosi per il suo comportamento e chiedendo aiuto per ritrovare Bird. Arlo capisce che probabilmente la ragazzina è tornata a Reseda, quindi parte per andarla a riprendere, trovandola a casa di una vecchia amica durante lo svolgersi di una festa.
Trovando i suoi amici freddi nei suoi confronti, come se si fossero dimenticati di lei dopo il trasferimento, e grazie alle amorevoli parole di Arlo, Bird capisce che in realtà non ha nulla di cui essere triste: nella nuova città ha delle persone che le vogliono bene (Arlo e Carlos) e sua madre ha capito di essere stata una sciocca. La ragazzina torna quindi a casa, dove si ricongiunge con sua madre e Arlo.
Il film si chiude con Bird che il giorno dopo dà il suo primo bacio a un ragazzo, ossia Carlos, l'unico ragazzino che si era sempre mostrato gentile e cortese con lei fin dall'inizio.

## Promozione
Il film è stato presentato nel 2016 a diversi festival statunitensi (vedi sezione Riconoscimenti).

## Distribuzione
La pellicola è stata presentata in anteprima mondiale il 6 giugno 2016 al Los Angeles Film Festival, prima di approdare al cinema negli Stati Uniti d'America nel corso del 2017 e poi online sulle piattaforme digitali di streaming.
L'edizione italiana del film è a cura di Ahora! Film, che ne ha anche realizzato il doppiaggio.
Il film è andato in onda in prima visione domenica 14 novembre 2021 alle 21:15 su TVA con il titolo Girl Flu - Mi chiamano Bird e in replica domenica 21 novembre alle 16:20, per poi essere distribuito con lo stesso titolo anche su Amazon Prime Video, Apple TV e Chili.

## Accoglienza
Il film è stato ben accolto sia dalla critica che dal pubblico.
Sul sito web aggregatore di recensioni Rotten Tomatoes, il film ha una percentuale di approvazione dell'86% da parte della critica basata su 7 recensioni, con un voto medio di 7,7/10, e del 64% basata su più di 100 valutazioni da parte del pubblico, con un voto medio di 3,5/5.

## Riconoscimenti
- 2016 - Alexandria Film Festival
  - Miglior film
- 2016 - Indiana Film Journalists Association
  - Nomination Miglior attrice a Katee Sackhoff
- 2016 - LA Femme International Film Festival
  - Nomination Miglior regia a Dorie Barton
- 2016 - Woodstock Film Festival
  - Nomination Tangerine Entertainment Juice Award alla Miglior regista a Dorie Barton
- 2017 - Florida Film Festival
  - Premio del pubblico Miglior film
- 2017 - Nashville Film Festival
  - Premio del pubblico Miglior regista esordiente a Dorie Barton
  - Nomination Premio della giuria Miglior regista esordiente a Dorie Barton
- 2017 - Omaha Film Festival
  - Premio del pubblico Miglior film